# Charles S. Dewey

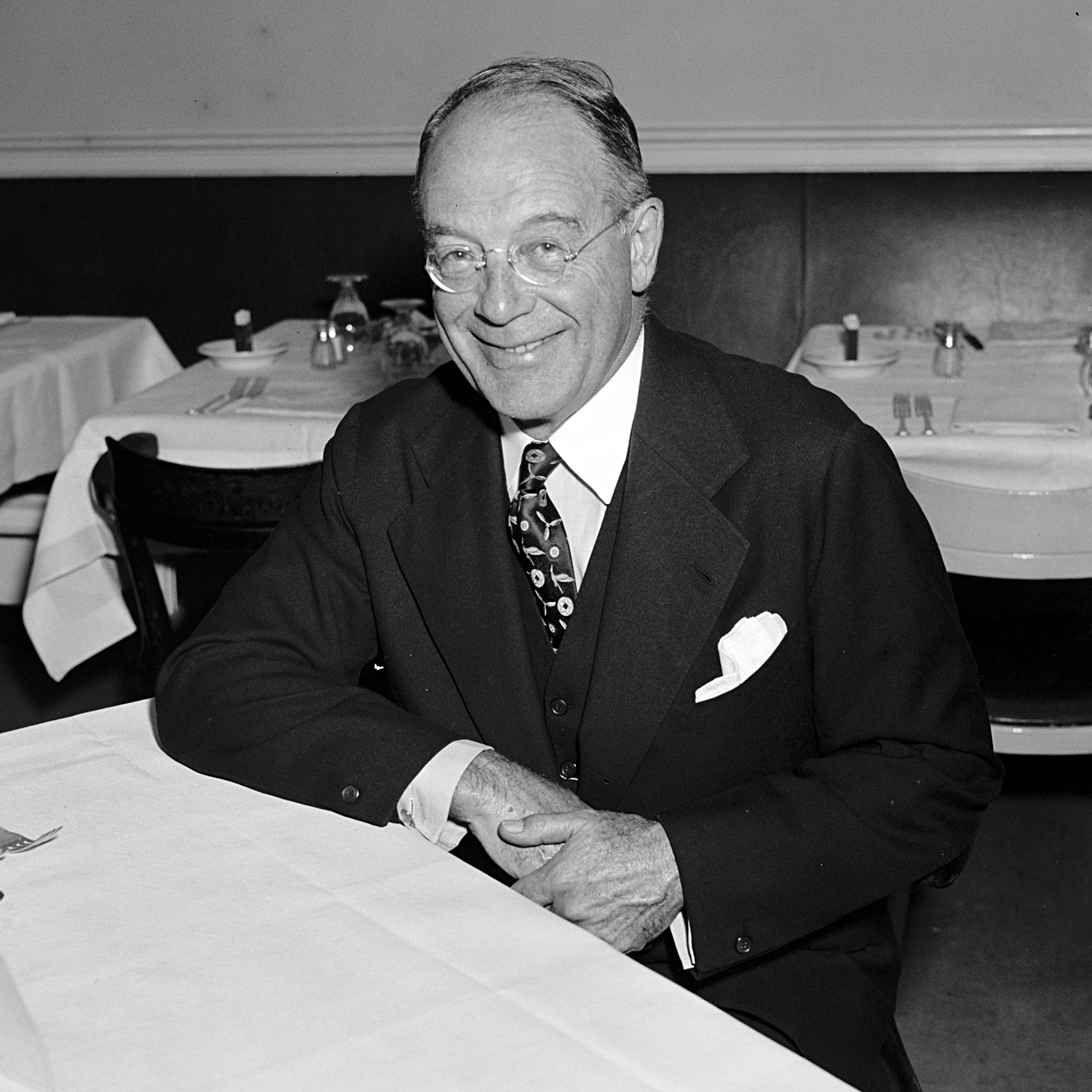
Charles S. Dewey (1939)

Charles Schuveldt Dewey (* 10. November 1880 in Cadiz, Harrison County, Ohio; † 27. Dezember 1980 in Washington, D.C.) war ein US-amerikanischer Politiker. Zwischen 1941 und 1945 vertrat er den Bundesstaat Illinois im US-Repräsentantenhaus.

## Werdegang
Noch während seiner Kindheit kam Charles Dewey nach Chicago, wo er die öffentlichen Schulen besuchte. Danach absolvierte er die St. Paul’s School in Concord (New Hampshire). Anschließend studierte er bis 1904 an der Yale University. Zwischen 1905 und 1917 war Dewey in Chicago in der Immobilienbranche tätig. Während des Ersten Weltkrieges diente er in den Jahren 1917 bis 1919 als Offizier in der US Navy. Zwischen 1920 und 1924 war er Vizepräsident einer in Chicago ansässigen Firma. Von 1924 bis 1927 fungierte er als Abteilungsleiter im US-Finanzministerium. In den Jahren 1926 und 1927 war Dewey auch Schatzmeister des Amerikanischen Roten Kreuzes. Von 1927 bis 1930 war er Finanzberater der polnischen Regierung. Gleichzeitig war er einer der Direktoren der Bank Polski. 1931 kehrte er nach Chicago zurück, wo er sich im Bankgewerbe betätigte. Gleichzeitig schlug er als Mitglied der Republikanischen Partei eine politische Laufbahn ein. 1938 kandidierte er noch erfolglos für den Kongress.
Bei den Kongresswahlen des Jahres 1940 wurde Dewey dann aber im neunten Wahlbezirk von Illinois in das US-Repräsentantenhaus in Washington, D.C. gewählt, wo er am 3. Januar 1941 die Nachfolge des Demokraten James McAndrews antrat. Nach einer Wiederwahl konnte er bis zum 3. Januar 1945 zwei Legislaturperioden im Kongress absolvieren. Diese waren von den Ereignissen des Zweiten Weltkrieges geprägt. Im Jahr 1944 wurde er nicht wiedergewählt.
Nach dem Ende seiner Zeit im US-Repräsentantenhaus kehrte Charles Dewey ins Bankgewerbe zurück. Zwischen 1948 und 1952 arbeitete er für das Joint Committee on Foreign Economic Cooperation. Von 1957 bis 1961 leitete er das Rote Kreuz im Bundesbezirk District of Columbia. Er starb am 27. Dezember 1980 in der Bundeshauptstadt Washington im Alter von 100 Jahren und wurde auf dem Nationalfriedhof Arlington in Virginia beigesetzt.